# Afroguatteria globosa
Afroguatteria globosa là loài thực vật có hoa thuộc họ Na. Loài này được C.N.Paiva mô tả khoa học đầu tiên năm 1966.